# Reinos mossis

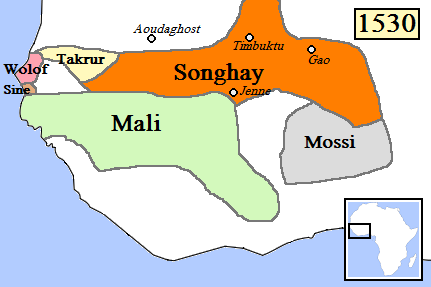
Mapa da África Ocidental em 1530

Os Reinos mossis foram numerosos estados complexos na era Moderna que dominaram a região do alto do rio Volta (ocupado pelo atual território de Burkina Faso) durante centenas de anos. Foram fundados por volta do século XI, quando os guerreiros da área de Dagomba (norte do que se conhece hoje como Gana) migraram para a área dos rios Volta Volta Negro, Volta Branco e Volta Vermelho e impuseram sua aristocracia guerreira aos povos nativos. Eles casaram com as mulheres locais, e seus filhos foram chamados mossis.
Consolidando a centralização dos poderes políticos e militares ao longo dos dois séculos seguintes, mossis criaram vários reinos com excelente nível de organização, sendo considerados os dois mais poderosos reinos Iatenga e Uagadugu. Os monarcas desse último grupo, por exemplo, eram eleitos entre membros da família real e por quatro funcionários (cuja função seria equiparável a ministros) que se encarregavam de buscar um equilíbrio entre a aristocracia mossi e o povo mande. Esse sistema de eleição perdurou até o século XX. Apesar dessa dispersão aparente, todos reconheciam a autoridade espiritual e política do Moro Naba (chefe mossi), que comandava um conselho de 16 funcionários (ministros).[carece de fontes?]
Mossis e mandês resistiram às tentativas de absorção pelos impérios Mali e Songai e, mais tarde, às invasões fulas dos séculos XVIII e XIX, mas após sucessivas incursões militares entre 1895 e 1904 do Império Francês, que estabeleceu a colônia do Alto Volta francês, em grande parte utilizando a estrutura administrativa mossi ao longo das muitas décadas de dominação imperialista.